# Грани (лошадь)
Грани — волшебный конь из скандинавской мифологии, принадлежавший легендарному герою  Зигфриду. Согласно мифам, этот скакун — потомок Слейпнира, восьминогого жеребца Одина, полученный Зигфридом от таинственного старика, в образе которого ему явился сам Один.
Изображение жеребца Грани встречается на так называемых камнях Зигфрида (Сигурда) — археологических памятниках, обнаруженных в юго-восточной Швеции: это каменные плиты или голые скалы с выбитыми на их поверхности изображениями, которые иллюстрируют эпизоды легенды о Зигфриде-драконоубийце. Распространённый в норвежской иконографии мотив лошади, несущей сокровище, также, вероятнее всего, связан с этим мифом: Грани везёт сокровища дракона Фафнира, убитого Зигфридом.
Грани упоминается в ряде средневековых норвежских поэм, а также в цикле из четырёх опер «Кольцо нибелунга» Рихарда Вагнера и в ряде произведений современного фэнтези.